# Cordula Nussbaum
Cordula Nussbaum (* 6. August 1969 in Heidelberg) ist eine deutsche Autorin.

## Leben
Im Oktober 2023 erschien ihr Buch Kopf voll, Hirn leer und stieg in der Woche 42/2023 auf Platz 11 in die Spiegelbestseller-Liste Sachbuch ein. In der Folgewoche belegte das Buch Rang 18 der Spiegelbestseller-Liste Sachbuch.

## Rezensionen
2010 bewertete die Stiftung Warentest ihr Buch „Organisieren Sie noch oder leben Sie schon?“ als „guten Tipp“ für „kreative Chaoten“, aber als weniger geeignet für den beruflichen Kontext.

## Werke (Auswahl)
- Kopf voll, Hirn leer – Konzentriert und leistungsfähig bleiben trotz permanenter Reizüberflutung, GU 2023. ISBN 978-3-8338-9007-9.
- 111 Lifehacks – Die besten und einfachsten Ideen, mit denen Du mehr Zeit fürs Leben gewinnst, Campus für Kreative Chaoten 2. Auflage 2022. ISBN 979-8840834923.
- 18 kreativ-chaotische Methoden für schnellere und bessere Entscheidungen, Campus für Kreative Chaoten 4. Auflage 2022. ISBN 979-8443087351.
- Lass Mal Andere Arbeiten – Wie Du Aufgaben gekonnt abgibst, Gabal 2020.  ISBN 978-3-96739-013-1.
- Lass Mal Alles Aus – Wie Du wirklich abschalten lernst, Gabal 2019. ISBN 978-3-86936-939-6.
- LMAA – 66 Miniplädoyers für mehr Mut, Leichtigkeit und Gelassenheit, Gabal 2018. ISBN 978-3-86936-872-6.
- Meine GlüXX-Factory: so mache ich mich einfach glücklich. Frankfurt: Campus 2019. ISBN 978-3-593-51070-5.
- Organisieren Sie noch oder leben Sie schon? Zeitmanagement für Kreative Chaoten. Frankfurt: Campus, 3. Auflage 2017: ISBN 978-3-593-50690-6.
- Geht ja doch! Wie Sie mit 5 Fragen Ihr Leben verändern, Gabal 2015 ISBN 978-3-86936-626-5.
- Bunte Vögel fliegen höher. Die Karrieregeheimnisse der Kreativen Chaoten. Frankfurt: Campus 2011. ISBN 978-3-593-39358-2.
- Familien-Alltag locker im Griff. München: GU 2013. ISBN 978-3-8338-2829-4.